# Процес про три мільйони
«Процес про три мільйони» — радянський кінофільм 1926 року, ексцентрична комедія режисера Якова Протазанова. Фільм створений за мотивами повісті і п'єси Умберто Нотарі «Три злодія».

## Сюжет
Дія відбувається в Італії на початку XX століття. Банкір Орнано продав будинок і виїхав у справах, залишивши гроші дружині. Норіс посилає записку своєму коханцеві, запрошуючи його на побачення і, заодно, повідомляє, що вони можуть заволодіти багатством. Повідомлення перехоплює шахрай Каскарілья. Злодій-джентльмен негайно розробляє план того, як він, користуючись ефектною зовнішністю і манерами, може зачарувати Норіс і привласнити гроші. Як на зло для Каскарілью саме в цей же час до банкіра випадково забрався невеликий домушник Тапіока, який зруйнував блискучу комбінацію. У той момент, коли пара злочинців розбирається з тим, як поділити здобич, несподівано з'являється банкір. Поліція затримує Тапіоку, а Каскарільї вдається сховатися. Справа закінчується судовим процесом, під час якого Каскарілья вирішує організувати втечу свого невдалого напарника по злочину. Він викидає з балкона в зал суду валізу фальшивих грошей і, скориставшись метушнею, непомітно виводить Тапіоку на свободу, на прощання віддавши частину грошей від награбованого.

## У ролях
- Ігор Ільїнський —  Тапіока, злодій-халамидник
- Анатолій Кторов —  Каскарілья, злодій-джентльмен
- Михайло Климов —  банкір Орнано
- Ольга Жизнєва —  Норіс, дружина банкіра
- Микола Прозоровський —  граф Мірамбеллі
- Володимир Фогель —  людина з біноклем
- Данило Введенський —  зломщик
- Сергій Комаров —  камердинер  (немає в титрах)
- Серафима Бірман —  дама з трояндою за столиком  (немає в титрах)
- Борис Барнет —  журналіст  (немає в титрах)
- Софія Левітіна —  глядачка в залі суду  (немає в титрах)

## Знімальна група
- Режисер — Яків Протазанов
- Сценарист — Яків Протазанов
- Оператор — Петро Єрмолов
- Художник — Ісаак Рабинович